# Tramlijn Eindhoven - Reusel
De tramlijn Eindhoven - Reusel, in de volksmond ook wel bekend als het Zalighedenlijntje verwijzend naar de Acht Zaligheden-streek, is een voormalige kaapspoortramlijn van Eindhoven naar Reusel via Eersel. De lijn werd geopend op 7 juli 1897. Tramweg-Maatschappij De Meijerij exploiteerde de lijn met een stoomtram. De Meierij ging in 1936 op in de Brabantse Buurtspoorwegen en Autodiensten.
Op 15 mei 1935 werd de lijn gesloten voor personenvervoer en op 10 januari 1937 voor goederenvervoer. De tramrails zijn opgebroken.

## Verbinding met België
Op 15 augustus 1894 bereikte de Belgische buurtspoorweglijn Turnhout - Arendonk Reusel. Deze tramlijn had eveneens een spoorwijdte van 1067 mm en werd aangesloten op de Nederlandse tramlijn. Er hebben nooit doorrijdende trams gereden. Na 1919 zijn de Antwerpse buurtspoorweglijnen omgespoord naar de Belgische meterspoor standaard. Alle goederen moesten vanaf dan handmatig overgeladen worden. Aan de Belgische zijde is de lijn pas voor reizigers en goederen opgeheven op 15 mei 1949.

## Galerij

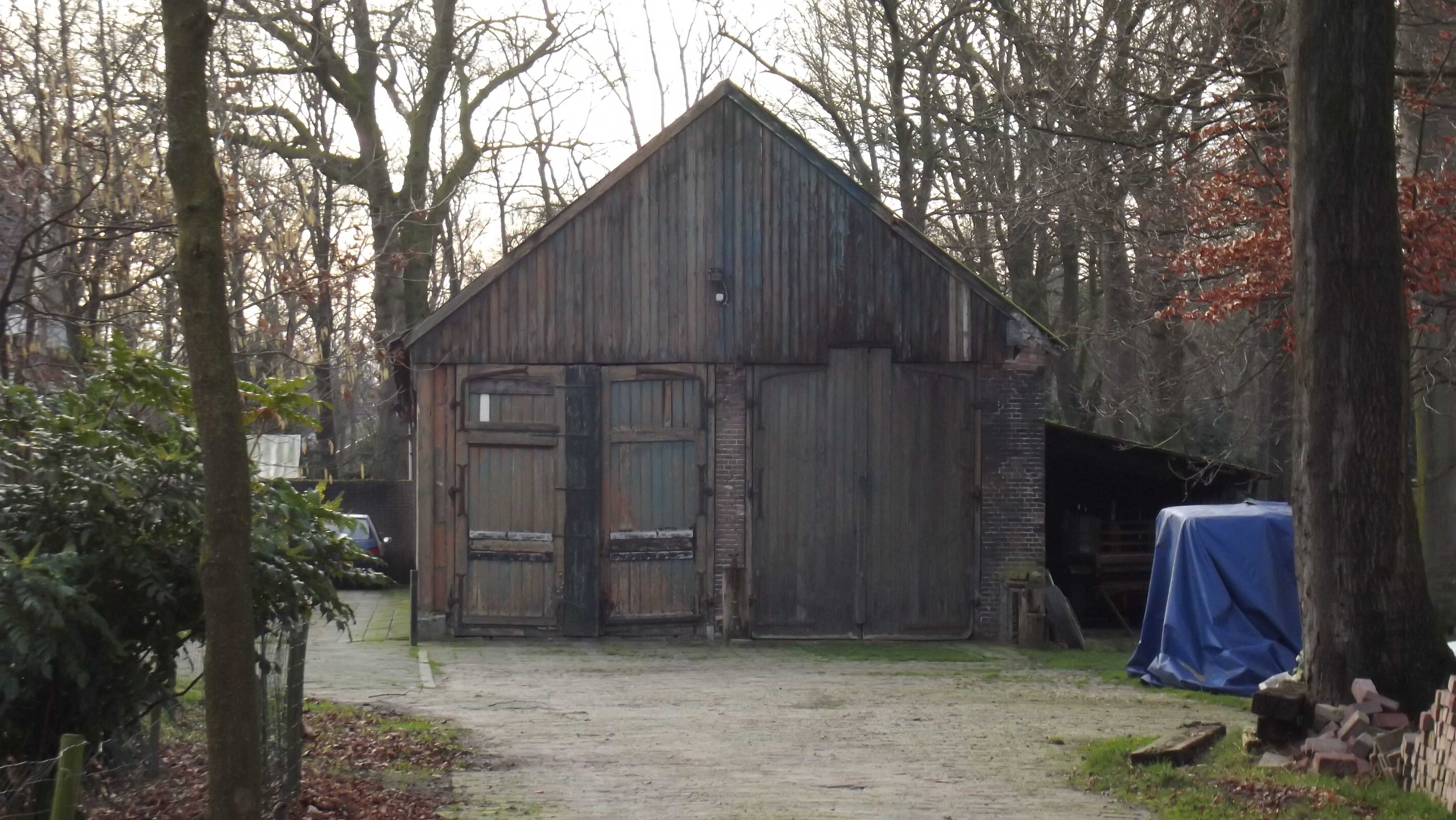
De vroegere tramloods bij de grens in Reusel.
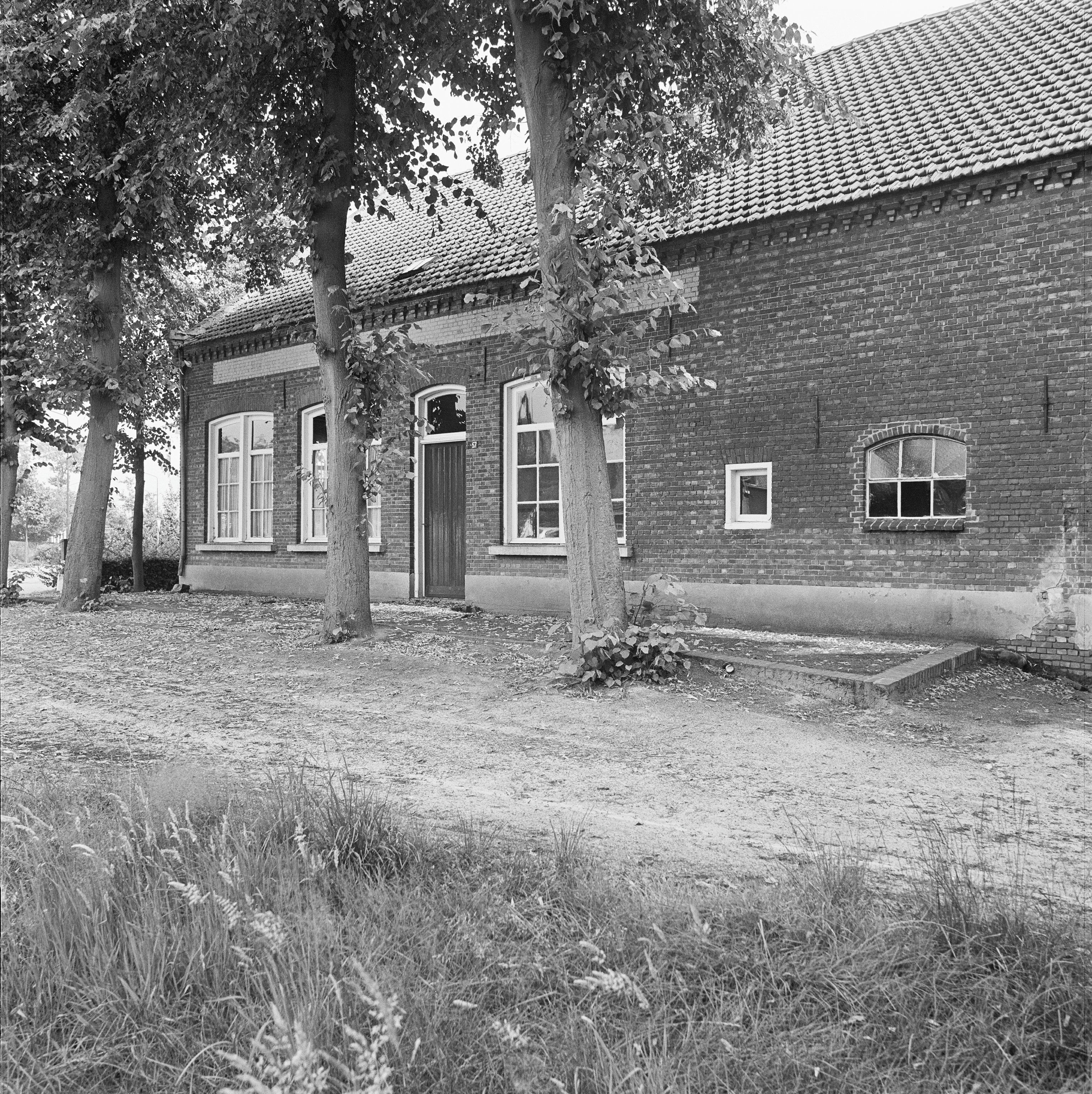
Het voormalige tramstation in Hapert.